# Viuz-en-Sallaz
Viuz-en-Sallaz là một xã trong tỉnh Haute-Savoie thuộc vùng Auvergne-Rhône-Alpes đông nam Pháp.